# I Want to Know What Love Is
"I Want to Know What Love Is" é uma canção gravada pela banda anglo-americana de rock Foreigner para seu quinto álbum de estúdio, Agent Provocateur. Composta por Mick Jones (com uma colaboração mínima de Lou Gramm) e produzida por Jones e Alex Sadkin, foi lançada como o primeiro single do disco em 1984, através da Atlantic Records. Com características derivadas do soft rock, sua letra fala sobre uma pessoa que sofreu diversas desilusões amorosas e que busca em um novo relacionamento a chance de "descobrir o que é o amor".
No geral, foi extremamente bem recepcionada pelo público, sendo um dos maiores sucessos do grupo durante todo seu período em atividade. Nos Estados Unidos, foi o primeiro e único single da banda a atingir o topo da Billboard Hot 100, onde permaneceu por 2 semanas consecutivas. Atingiu ainda a primeira posição nas paradas musicais do Reino Unido (sendo também seu único número-um no país), Canadá, Austrália, Nova Zelândia, Irlanda, Noruega e Suécia. Além disso, atingiu o top 10 na Alemanha, Espanha Áustria, Países Baixos e Suíça.
Além de ter sido um sucesso em termos comerciais, "I Want to Know What Love Is" rendeu ao Foreigner inúmeras críticas positivas, prêmios e indicações. No Grammy Awards do ano de 1986, a canção foi indicada na categoria Melhor Performance Pop por um Duo ou Grupo com Vocais, porém acabou perdendo o prêmio para "We Are the World", single beneficente gravado pelo grupo de artistas conhecido como USA for Africa. Além das críticas e prêmios, a faixa ficou marcada na cultura popular como uma das maiores de todos os tempos, sendo utilizada como trilha sonora de diversas obras televisivas e cinematográficas. Além disso, foi regravada por diversos artistas, como Mariah Carey, Tina Arena, Wynonna Judd, Diana Ross, entre outros.

## Desenvolvimento e composição
"I Want to Know What Love Is" é uma música originalmente derivada do soft rock que possui duração de 4 minutos e 58 segundos. Sua melodia é construída através de um piano e uma guitarra elétrica. Ela foi gravada com um metrônomo de 100 batidas por minuto e por cima de um mi em quinta, acompanhada por vocais que atingem uma escala de notas que varia entre o ré em quarta e o dó em sexta. Em entrevista ao site "Vintage Rock", Mick Jones descreveu o processo de composição do tema. "Havia um local em Londres onde eu estava compondo, um apartamento. Eu tinha acabado de comprar um sintetizador e estava experimentando-o. Cheguei com um som muito legal de um órgão e comecei a brincar. Tinha o que se chama de introdução hoje em dia; o título veio logo em seguida. Basicamente, era um fim de noite e eu a finalizei na madrugada", afirmou o músico. Jones ainda revelou que a canção sofreu um processo evolutivo durante sua escrita. "Quando começou [a ser composta], ela provavelmente era apenas mais uma música sobre relacionamento. Mas enquanto trabalhava nela, ela foi evoluindo gradualmente para um tipo de sentimento universal. Por isso, fomos nos encaminhando para a inserção de um coral gospel. No princípio, tínhamos o sonho de que Lou [Gramm] poderia cantá-la com Aretha Franklin. Era isso que eu tinha mente, no entanto, acabamos gravando com a Jennifer Holliday, o que foi ótimo".
Ao ser questionado sobre se tinha alguma ideia de quão famosa a faixa se tornaria, Jones disse: "Você nunca tem noção disso na realidade. Você consegue se sentir confiante, mas tendo noção de até onde ela [a música] pode chegar. Acho que é uma canção poderosa, e que todos que a ouvem parecem ser afetados por ela. Ela traz muita emoção, e isso era tudo o que eu podia dizer no começo. Você a toca e sente a reação deles, e essa reação é muito forte".

## Reconhecimento
"I Want to Know What Love Is" foi reconhecida por diversos críticos após seu lançamento, tendo ganhado notoriedade principalmente por se tratar do primeiro hit do Foreigner. Em uma análise do álbum Agent Provocateur para o AllMusic, Bret Adams destacou o sucesso do tema e afirmou que "não era difícil entender o por quê" de seu sucesso. Adams definiu a faixa como "sonhadora e hipnótica", afirmando que seu sucesso se deve em parte aos vocais sentimentais de Gramm misturados ao vocal de apoio do coral New Jersey Mass Choir. "Jennifer Holliday e Tom Bailey (do grupo Thompson Twins) também ajudam nisso", completou o crítico.

## Desempenho comercial

### Posições nas paradas musicais
| País – Parada musical (1984-85)                   | Melhor posição |
| ------------------------------------------------- | -------------- |
| Alemanha – Media Control Charts                   | 3              |
| Austrália – Kent Music Report                     | 1              |
| Áustria – Ö3 Austria Top 40                       | 7              |
| Bélgica – Ultratop 50 (Flandres)                  | 6              |
| Canadá – RPM Singles Chart                        | 1              |
| Espanha – Promusicae Singles Chart                | 8              |
| Estados Unidos – Billboard Hot 100                | 1              |
| Estados Unidos – Billboard Mainstream Rock Tracks | 1              |
| Estados Unidos – Billboard Rock Digital Songs     | 44             |
| Estados Unidos – Billboard Hot R&B/Hip-Hop Songs  | 85             |
| França – SNEP Singles Chart                       | 18             |
| Irlanda – IRMA Singles Chart                      | 1              |
| Noruega – VG-lista                                | 1              |
| Nova Zelândia – RIANZ Singles Chart               | 1              |
| Países Baixos – Dutch Singles Chart               | 5              |
| Reino Unido – UK Singles Chart                    | 1              |

| Estados Unidos (RIAA)                                                | Platina | 1.000.000+^ |
| Reino Unido (BPI)                                                    | Ouro    | 100.000+^   |
| ^ Número de vendas definido com base apenas no nível de certificação |         |             |

| País – Parada musical (1985)                      | Melhor posição |
| ------------------------------------------------- | -------------- |
| Austrália – Kent Music Report                     | 5              |
| Áustria – Ö3 Austria Top 40                       | 22             |
| Canadá – RPM Singles Chart                        | 3              |
| Estados Unidos – Billboard Hot 100                | 4              |
| Estados Unidos – Billboard Mainstream Rock Tracks | 16             |
| Estados Unidos – Billboard Adult Contemporary     | 21             |
| Suíça – Schweizer Hitparade                       | 12             |

## Versão de Mariah Carey
"I Want to Know What Love Is" foi regravada pela cantora americana Mariah Carey e lançado como segundo compacto de seu décimo terceiro álbum de estúdio Memoirs of an Imperfect Angel (2009). A canção foi produzida pela própria cantora, C. "Tricky" Stewart e James "Big Jim" Wright, e começou a ser tocada nas rádios européias em 28 de agosto de 2009 e lançada para download digital no dia 15 de setembro de 2009.

### Crítica
As avaliações iniciais da canção foram positivas. A Revista australiana "Rhyme & Reason", afirmou que a regravação é fiel ao original, uma revisão do clássico dos anos 80 mais do que uma regravação modesta, mas impressionante." O jornal britânico Daily Star deu 5 de 5 estrelas, enfatizando: "A voz de Mariah Carey e um com a ajuda do coro deram um clímax à canção. É uma grande releitura". Bill Lamb do site About.com disse que a versão de Mariah o deixou sem fala. A diversidade de vocais expressa nessa canção foi maravilhosa. O compacto Obsessed lembra desapontamento, este compacto relembra novamente o quanto é formidável os talentos dados a Mariah Carey e sua forte produção e arranjos. O Los Angeles Times disse "que uma poderosa balada conhecida parece ser uma escolha segura como próximo compacto, sem dúvidas será um grande sucesso.
O Entertainment Weekly disse que "Mariah + Coral + "I Want To Know What Love Is" = Êxtase". O The Daily Song afirmou: "esta faixa é uma perfeita alusão a antiga Mariah, a mesma Mariah que os fans se apaixonaram."

### Promoção
A cantora começou a divulgar o compacto "I Want to Know What Love Is" no Pearl Arena do The Palms Casino & Resport, de Las Vegas, em 11 de setembro de 2009. Também cantou a canção no The Oprah Winfrey Show em 18 de Setembro de 2009. Em de 2 de outubro de 2009,  a cantora cantou no The Today Show e em uma nova apresentação no programa The View.
A dupla sertaneja Edson & Hudson regravaram a canção em uma versão intitulada "Foi Você Quem Trouxe".

### Videoclipe
Carey filmou o videoclipe do compatco "I Want to Know What Love Is" no mês de setembro de 2009 em Nova Iorque. O diretor do clipe é Hype Williams.

### Desempenho
Nos Estados Unidos da América, o single vendeu mais de 100 mil downloads, conseguindo a posição #54 da Billboard Hot Digital Songs, na sua primeira semana de lançamento. A canção obteve, até à data, uma audiência superior a 219,5 milhões nas rádios. A canção alcançou até ao momento a posição nº 85 na Hot 100 Airplay.
"I Want To Know What Love Is" estreou na parada americana Billboard Hot 100 na 66ª posição no dia 3 de outubro de 2009 e conseguiu o nº 60 como posição máxima. No formato de rádio Adult Contemporary´, "I Want to Know What Love Is" é o maior êxito da cantora desde "We Belong Together", chegando ao top 10. Isto colocou Mariah Carey em 2.º lugar no top artistas com mais singles top 10 nesse formato. Na Hot 100 Airplay, a canção atingiu o lugar #72. Na contagem Hot R&B Hip-Hop Songs, o tema alcançou o nº 40.
No Japão, atingiu o 2º lugar na tabela de rádios (airplay) e top 3 na Hot 100 geral. Na Austrália, conseguiu a posição #45 na tabela de singles e também na tabela de airplay.
No Brasil, "I Want to Know What Love Is" estreou na 13ª posição. O single tocou 418 vezes nas rádios brasileiras, na sua semana de estreia no top 20. Na semana seguinte, subiu para #6, com 568 execuções. Na terceira semana no top 20 brasileiro, a canção subiu para o 1.º lugar, recolhendo 689 execuções nas rádios. Carey acabou assim com o reinado de Beyoncé, com a canção "Halo", na tabela das rádios brasileiras. Na décima segunda semana que passou em 1.º lugar no Brasil, "I Want to Know What Love Is" tocou 942 vezes nas rádios, o seu máximo até agora. Com 942 execuções, e foi a canção mais tocada numa única semana no Brasil, em 2009. A canção apareceu pela primeira vez no top mensal Brasil Hot 100 Airplay da Billboard Brasil, na posição #20. "I Want To Know What Love Is" chegou à segunda posição no top ringtones brasileiro. Na edição de dezembro da Billboard Brasil, "I Want to Know What Love Is" foi apresentado como o novo #1, retirando "Halo" dessa posição. A canção somou 27 semanas liderando o top brasileiro. A canção também foi incluída na trilha sonora internacional da novela "Viver a Vida", exibida pela TV Globo entre 2009/2010. Na trama de Manoel Carlos, a canção foi tema dos personagens "Luciana" interpretada por Alinne Moraes e os gêmeos "Jorge" e "Miguel", interpretados por Mateus Solano.
Na Europa, o single entrou na European Hot 100 na posição #50, e atingiu o pico #16, e na Euro Digital Songs na posição #17. No Reino Unido, alcançou o top 20 (#19). Na Croácia, foi um hit número um. Na França, "I Want to Know What Love Is" foi #15 em downloads e foi a sétima canção mais executada nas rádios. Na tabela principal francesa de singles, o single estreou na posição #6, o segundo top 10 de Carey em França com o álbum Memoirs of an Imperfect Angel. Na Alemanha, a canção tocou moderadamente nas rádios (#54). Em Portugal, a canção tornou-se um top 5 em matéria de downloads, segundo a Billboard e o Nielsen Soundscan Internacional.

### Posições
| Parada (2009)                                  | Melhor posição |
| ---------------------------------------------- | -------------- |
| Austrália - Singles                            | 45             |
| Áustria - Singles                              | 40             |
| Bélgica Ultratip Valónia                       | 16             |
| Brasil - Billboard Brasil Hot 100 Airplay      | 1              |
| Brasil - Billboard Brasil Hot Pop Songs        | 1              |
| Canadá Hot 100                                 | 57             |
| Alemanha - Singles                             | 37             |
| Croácia - Rádios                               | 1              |
| Dinamarca                                      | 14             |
| Espanha - Singles                              | 1              |
| Europa - Hot 100                               | 16             |
| Estónia - Rádios                               | 27             |
| Estados Unidos Billboard Adult Contemporary    | 10             |
| Estados Unidos Billboard Hot 100               | 60             |
| Estados Unidos Billboard Hot Dance/Club Play   | 1              |
| Estados Unidos Billboard Hot R&B/Hip-Hop Songs | 40             |
| Estados Unidos Billboard Adult Pop Songs       | 18             |
| França - Singles                               | 6              |
| Mundo - Global Dance Tracks                    | 28             |
| Indonésia - Rádios                             | 1              |
| Irlanda - Singles                              | 41             |
| Itália                                         | 42             |
| Japão - Adult Contemporary                     | 1              |
| Japão - Hot 100                                | 3              |
| Nova Zelândia - Rádios                         | 71             |
| Polónia - Rádios                               | 8              |
| Portugal - Downloads                           | 5              |
| Reino Unido - Singles                          | 19             |
| Rússia - Rádios                                | 163            |
| Suécia - Singles                               | 20             |
| Suíça - Singles                                | 25             |

### Vendas e certificações
| País                       | Vendas   | Formato  | Certificação |
| -------------------------- | -------- | -------- | ------------ |
| Brasil (Pro-Música Brasil) | 250,000+ | Download | 1× Diamante  |

### Histórico de lançamento
| País                          | Data                   | Formato           |
| ----------------------------- | ---------------------- | ----------------- |
| Europa                        | 28 de agosto de 2009   | Airplay           |
| Europa, Australásia, Portugal | 14 de setembro de 2009 | Download          |
| Estados Unidos, Canadá        | 15 de setembro de 2009 | Airplay, Download |
| Rússia                        | 15 de setembro de 2009 | Airplay           |
| Japão                         | 25 de setembro de 2009 | CD single         |
| Canadá                        | 29 de setembro de 2009 | CD single         |
| Reino Unido                   | 22 de novembro de 2009 | CD single         |
| França                        | 30 de novembro de 2009 | CD single         |
| Alemanha                      | 4 de dezembro de 2009  | CD single         |
| Polônia                       | 11 de dezembro de 2009 | CD single         |